# (9523) Torino
(9523) Torino es un asteroide que forma parte del cinturón de asteroides y fue descubierto por Henri Debehogne y Giovanni de Sanctis desde el Observatorio de La Silla, Chile, el 5 de marzo de 1981.

## Designación y nombre
Torino fue designado inicialmente como 1981 EE1.
Más tarde, en 2010, se nombró por Turín, la capital italiana de las industrias automovilística y aeroespacial. Entre los científicos que han marcado la historia de la ciudad se encuentran Avogadro, Lagrange, el descubridor del campo magnético rotatorio Galileo Ferraris y la premio Nobel de 1986 Rita Levi-Montalcini. La ciudad también ha dado su nombre a una escala utilizada para evaluar el riesgo de impacto de NEOs.

## Características orbitales
Torino orbita a una distancia media del Sol de 2,448 ua, pudiendo acercarse hasta 2,118 ua y alejarse hasta 2,778 ua. Tiene una inclinación orbital de 2,939 grados y una excentricidad de 0,135. Emplea en completar una órbita alrededor del Sol 1399,06 días.
Pertenece a la familia de asteroides de (135) Hertha.

## Características físicas
La magnitud absoluta de Torino es 14,52.